# Aardman Animations
 (mai 2023).
Si vous disposez d'ouvrages ou d'articles de référence ou si vous connaissez des sites web de qualité traitant du thème abordé ici, merci de compléter l'article en donnant les références utiles à sa vérifiabilité et en les liant à la section « Notes et références ».
Aardman Animations, Ltd., aussi nommé Aardman Studios ou plus simplement Aardman, est un studio d’animation britannique situé à Bristol en Angleterre. Il a été fondé en 1972 par David Sproxton et Peter Lord. Le réalisateur Nick Park est le créateur le plus connu du studio.
Aardman est reconnu pour son utilisation de la technique du stop-motion et plus particulièrement celle de l'animation de pâte à modeler. Le studio est notamment célèbre pour ses personnages Wallace et Gromit ainsi que des personnages dérivés dont Shaun le mouton.
Après une expérimentation de l'animation 3D pour rattraper leur retard sur cette technique, ils ont produit un court-métrage qui sortit dans les années 1990, Owzat (en). Cette entrée sur le marché de l’animation 3D s’officialise, en 2006, avec Souris City. Les recettes cumulées des films du studio atteignent un résultat de 973,2 millions de $, soit en moyenne 163 millions de $ par film. Parmi les longs métrages d'animation en volume, ceux des studios Aardman sont ceux qui rapportent le plus d’argent, depuis leur début avec Chicken Run (2000), qui est, aujourd’hui, le plus rentable de tous les temps sur l'ensemble des films réalisés avec cette technique,.

## Histoire

### 1972–1996
Aardman est fondé en 1972 comme un projet à petit budget par Peter Lord et David Sproxton, souhaitant réaliser un film d'animation. Le partenariat a fourni des séquences animées pour la série de la BBC destinée aux enfants sourds, Vision On. Le nom de la société provient du nom de leur personnage de Superman dans cette séquence. Après avoir créé un segment appelé Greeblies (1975) en utilisant l'animation en argile, ils créent Morph, un simple personnage en argile. C'est à peu près à la même époque que Lord et Sproxton font leur première incursion dans l'animation pour adultes avec les courts métrages Down and Out et Confessions of a Foyer Girl, entrées dans la série des Conversations animées de la BBC en utilisant des conversations réelles comme bande sonore. Aardman crée également la séquence titre de The Great Egg Race et a fourni l'animation pour le clip musical de la chanson Sledgehammer de Peter Gabriel, plusieurs fois récompensé. Ils produisent également le clip de la chanson My Baby Just Cares For Me de Nina Simone en 1987.
Plus tard, Aardman produit un certain nombre de courts métrages pour Channel 4, dont la série Conversation Pieces. Ces cinq courts métrages sont réalisés dans le même domaine que les Conversations animées, mais plus sophistiqués. Lord et Sproxton commencent alors à engager d'autres animateurs ; trois des nouveaux venus font leurs débuts en tant que réalisateurs chez Aardman avec la série Lip Synch. Sur les cinq courts métrages de Lip Synch, deux sont réalisés par Lord, un par Barry Purves, un par Richard Goleszowski et un par Nick Park.
En 1991, le court métrage de Park, Creature Comforts, est la première production d'Aardman à remporter un Oscar. Park développe également les courts-métrages en argile mettant en scène les aventures de Wallace et Gromit, un duo comique formé d'un inventeur et de son chien. Parmi ces films figurent Une grande excursion (1989), Un mauvais pantalon (1993) et Rasé de près (1995), ces deux derniers ayant remporté des Oscars.

### 1997–2007
En décembre 1997, Aardman et DreamWorks annoncent que leurs sociétés s'associent pour cofinancer et distribuer Chicken Run, le premier long métrage d'Aardman, déjà en pré-production depuis un an. Le 27 octobre 1999, Aardman et DreamWorks signent un accord de 250 millions de dollars pour réaliser quatre autres films qui devraient être achevés au cours des douze prochaines années. En même temps que cet accord, leur premier projet est annoncé :  Le Lièvre et La Tortue. Ce projet, qui devait être basé sur la fable d'Ésope et réalisé par Richard Goleszowski, est mis en suspens deux ans plus tard pour des raisons de scénario. En 23 juin 2000, Chicken Run connaît un grand succès critique et financier. En 2005, après dix ans d'absence, Wallace et Gromit sont de retour dans Wallace et Gromit : Le Mystère du lapin-garou, lauréat d'un Oscar . L'année suivante sort Souris City, le premier film d'animation par ordinateur d'Aardman.
Le 1er octobre 2006, juste avant la sortie de Souris City, le New York Times rapporte qu'en raison de différences créatives, DreamWorks Animation et Aardman ne prolongeraient pas leur contrat. Le contrat est officiellement résilié le 30 janvier 2007, selon un porte-parole d'Aardman : « Le modèle économique de DreamWorks ne convient plus à Aardman et vice versa. Mais la scission n'aurait pas pu être plus amicale ». Les raisons non officielles du départ seraient les faibles performances des deux derniers films, pour lesquels DreamWorks a dû prendre des réductions de valeur, et « les dirigeants d'Aardman se sont énervés du contrôle créatif que DreamWorks a essayé d'exercer, en particulier avec Souris City... ». Le studio avait un autre film en développement, Crood Awakening (finalement Les Croods), annoncé en 2005, avec John Cleese comme coauteur du scénario. Avec la fin de ce partenariat, les droits du film reviennent à DreamWorks.
Le 10 octobre 2005, un grave incendie dans une installation de stockage utilisée par Aardman et d'autres entreprises de Bristol détruit plus de 30 ans d'accessoires, de maquettes et de décors souvent construits par les Cod Steaks de Bristol. Cet entrepôt était utilisé pour le stockage de projets passés et n'a donc pas empêché la production de leurs projets de l'époque. De plus, la bibliothèque de films finis de la société était entreposée ailleurs et n'a pas été endommagée. Il a été déterminé qu'une panne électrique était à l'origine de l'incendie. En se référant au tremblement de terre et au tsunami de 2004 en Asie du Sud, Park aurait déclaré : « Même s'il s'agit d'une collection précieuse et nostalgique, précieuse pour l'entreprise, à la lumière d'autres tragédies, aujourd'hui, ce n'est pas une grosse affaire ».
De 2006 à 2007, le musée Ghibli de Mitaka, à Tokyo, au Japon, organise une exposition présentant les œuvres des studios Aardman. Sproxton et Lord visitent l'exposition en mai 2006 et rencontrent l'animateur Hayao Miyazaki pendant la visite. Miyazaki est depuis longtemps admirateur des œuvres d'Aardman Animations.

### Depuis 2007
En avril 2007, Aardman signe un accord de trois ans (renouvelé en 2010) avec Sony Pictures Entertainment pour financer, coproduire et distribuer des longs métrages. L'année suivante, Aardman sort un nouveau court métrage Wallace et Gromit, Sacré Pétrin. Le premier film réalisé en partenariat avec Sony est ainsi le film d'animation par ordinateur Mission : Noël - Les Aventures de la famille Noël (2011), qui est le premier long métrage en 3D d'Aardman. L'année 2012 voit la sortie de Les Pirates ! Bons à rien, mauvais en tout (The Pirates! Band of Misfits), le premier film en stop-motion en 3D d'Aardman et le premier film de Peter Lord en tant que réalisateur depuis Chicken Run. Deux autres films sont annoncés en juin 2007 : The Cat Burglars, un film en stop-motion réalisé par Steve Box, sur des chats qui volent le lait et leurs plans pour réaliser le « grand vol de la camionnette à lait » ; et un projet sans titre de Nick Park (qui deviendra plus tard Cro Man).
Aardman est également connu pour fournir de généreuses ressources et une formation aux jeunes animateurs en leur décernant des prix lors de divers festivals d'animation. Par exemple, le prix Aardman du festival britannique Animex à Teesside offre une consultation à un jeune animateur prometteur pour son prochain film.
En 2008, Aardman s'associe à Channel 4 et Lupus Films pour lancer un portail d'animation de contenu généré par les utilisateurs appelé 4mations.
Cette année-là, ils conçoivent également le BBC One Christmas Idents, qui mettait en scène Wallace et Gromit, à l'occasion de la projection du nouveau film de Sacré Pétrin, le jour de Noël à 20 h 30.
En avril 2008, Aardman lance sa chaîne YouTube, en partenariat avec la plateforme présentant l'intégralité de la série télévisée Creature Comforts, la série Morph, Cracking Contraptions et des clips des films de Wallace et Gromit.
Depuis décembre 2008, Aardman poste également divers jeux flash sur Newgrounds, dont la plupart sont basés sur Wallace et Gromit et Shaun le mouton.
En 2009, Nintendo annonce qu'Aardman réalisera douze courts métrages en utilisant uniquement le Flipnote Studio de la Nintendo DSi. Les films sont mis en ligne sur le site du fournisseur de services web Hatena de Flipnote. Le premier film, The Sandwich Twins, sort le 16 septembre 2009. Les onze autres films sortent chaque semaine jusqu'à Noël et peuvent également être téléchargés via Hatena.
En 2009, le siège de la société déménage dans un nouveau bâtiment, conçu par les architectes français d'Alec, à Gas Ferry Road, Bristol, bien que les travaux nécessitant des ensembles de grande envergure soient toujours effectués dans des hangars à Aztec West et Bedminster.
En avril 2009, Aardman Animations modifie l'identité existante de Watch par UKTV pour faire clignoter le globe oculaire gonflable (appelé « Blinky ») des idents.
En octobre 2013, Peter Lord (cofondateur d'Aardman Animations) crée un projet de collecte de fonds sur Kickstarter. La campagne a un objectif de 75 000 livres sterling qui seront utilisées pour financer 12 nouveaux épisodes d'une minute de Morph. Lord espérait commencer la production en janvier 2014 en utilisant l'animation originale en stop-frame. Les bailleurs de fonds du projet recevront diverses récompenses, notamment un accès rapide aux nouvelles animations et une petite boîte d'argile utilisée dans la production, en fonction du niveau de financement de chacun.
En 2015, la société achète une participation majoritaire dans le studio d'animation Nathan Love, basé à New York, annonçant la fusion avec un court métrage intitulé Introducing: Aardman Nathan Love, le 25 septembre de la même année.
En prévision du quarantième anniversaire d'Aardman, BBC One diffuse le documentaire télévisé d'une heure A Grand Night In: The Story of Aardman, diffusé pour la première fois en décembre 2015. Racontée par Julie Walters, cette rétrospective de carrière comprend des commentaires des fondateurs et du personnel de la société, ainsi que de divers amis, fans et collègues, dont Terry Gilliam, John Lasseter et Matt Groening.
Du 29 juin au 29 octobre 2017, une exposition intitulée « Wallace and Gromit and Friends » est présentée à l'Australian Centre for the Moving Image (ACMI) à Melbourne. Un reportage sur cette exposition est diffusé sur l'Australian ABC News Breakfast le mercredi 28 juin, avec une interview de huit minutes des producteurs Peter Lord et David Sproxton. L'exposition révèle que dans les toutes premières esquisses de Nick Park, Gromit était à l'origine un chat, mais Park l'a rapidement transformé en chien, car il était généralement admis qu'un chien était clairement plus approprié comme animal de compagnie loyal qu'un chat et aussi parce qu'un chien serait plus facile à fabriquer et à animer en pâte à modeler. L'article d'ABC News contient une interview vidéo de Lord et Sproxton, qui donne des informations non seulement sur Wallace et Gromit, mais aussi sur Shaun le mouton et d'autres.
Le 9 novembre 2018, Aardman Animations annonce que Peter Lord et David Sproxton vont transférer la majorité des parts de la société à ses employés afin de maintenir l'indépendance de la société. En janvier 2019, Lord et Sproxton publient un livre détaillant l'histoire du studio, intitulé A Grand Success! The Aardman Journey, One Frame at a Time (Le voyage de l'armateur, une image à la fois).

## Identité

### Nom de la société
Le nom de la société est tiré de l'un de ses premiers personnages, un super-héros créé pour Vision On en 1972. Contrairement aux productions de claymation pour lesquelles la société est célèbre, le personnage Aardman était animé par des cellules. Peter Lord déclare que la chose la plus intéressante à propos du nom de la société est qu'il « ne signifie rien » et n'est qu'une blague que deux adolescents ont trouvée drôle. Il déclare également que le nom vient d'une combinaison de « Aardvark » — le nom anglais de l’oryctérope du Cap — et de « Superman », car ils trouvaient que « aardvark » est un mot particulièrement drôle. Aardman Animations est devenu le nom de leur société lorsque la BBC leur a demandé à qui ils devaient adresser leur premier chèque. Le cofondateur David Sproxton a déclaré que ce nom était dû au fait qu'il n'avait pas pu « trouver un autre mot avec plus de A que "aardvark" » lorsqu'il était écolier.

### Identité visuelle

Logo Aardman de 1998 à aujourd'hui.

Nick Park voulait comme logo le portrait d'un visage pour le représenter et s'est rendu compte que le meilleur moyen de le faire serait d'utiliser de la pâte à modeler. Mais les enfants ont trouvé cette identité visuelle étrange et effrayante et ils ont décidé de faire un deuxième logo en combinant le dessin et l'animation d'objets en métal. La troisième version de 1989 est animée en images de synthèse. Il existe aussi une version du logo avec le titre "Lip Synch" représentant le visage.
De novembre 1989 à décembre 1998 : on voit le sommet d'une colline verte avec un chevalet à peinture représentant un visage et une rivière ; la caméra tourne, puis on voit un papillon qui se déplace et se pose sur une chose violette et blanche, puis le même visage sans yeux apparaît, puis quatre nuages apparaissent à leur tour.
De décembre 1998 à aujourd'hui : la caméra montre un trou en forme d'étoile puis quelqu'un place une étoile rouge sur le trou puis une machine s'allume et imprime des lettres avec l'étoile et la photocopieuse écrit "Aardman" sur un fond noir.

## Filmographie
Sauf indication contraire, les informations mentionnées dans cette section peuvent être confirmées par les bases de données cinématographiques IMDb et Allociné,  présentes dans la section « Liens externes ».

### Longs métrages
- 2000 : Chicken Run, de Peter Lord et Nick Park, avec DreamWorks Animation et Pathé
- 2005 : Wallace et Gromit : Le Mystère du lapin-garou (Wallace and Gromit: The Curse of the Were-Rabbit), de Nick Park et Steve Box, avec DreamWorks Animation
- 2006 : Souris City (Flushed Away), de David Bowers et Sam Fell, avec DreamWorks Animation
- 2011 : Mission : Noël (Arthur Christmas), de Sarah Smith et Barry Cook, avec Sony Pictures Animation
- 2012 : Les Pirates ! Bons à rien, mauvais en tout (The Pirates! Band of Misfits), de Peter Lord et Jeff Newitt, avec Sony Pictures Animation
- 2015 : Shaun le mouton, le film (Shaun the Sheep Movie), de Richard Starzak et Mark Burton, avec StudioCanal
- 2018 : Cro Man (Early Man), de Nick Park, avec StudioCanal[1]
- 2019 : Shaun le mouton : La ferme contre-attaque (A Shaun the Sheep Movie: Farmageddon), de Will Becher et Richard Belan, avec StudioCanal
- 2023 : Chicken Run : La Menace nuggets (Chicken Run: Dawn of the Nugget), de Sam Fell, d’après une histoire originale de Sam Fell
- 2024 : Wallace et Gromit : La Palme de La Vengeance (Wallace & Gromit : Vengeange Most Fowl) de Nick Park et Merlin Crossingham

### Courts métrages et publicités
- 1977 : Animated Conversations: Down and Out[Quoi ?][réf. nécessaire]
- 1978 : Animated Conversations: Confessions of a Foyer Girl[Quoi ?][réf. nécessaire]
- 1983 : Conversation Pieces[Quoi ?][réf. nécessaire]
- 1986 : Babylon de Peter Lord et David Sproxton
- 1989 : L'Avis des animaux (Creature Comforts) de Nick Park[4]
- 1989 : War Story de Peter Lord
- 1989 : Next[Quoi ?][réf. nécessaire]
- 1989 : Going Equipped de Peter Lord
- 1989 : Une grande excursion (A Grand Day Out), aventure de Wallace et Gromit de Nick Park
- 1991 : Heat Electric (Le Confort électrique) de Nick Park[4] - publicités reprenant le principe de Creature Comforts
- 1991 : Adam de Peter Lord[4]
- 1993 : Jamais sans mon sac à main (Not Without My Handbag) de Boris Kossmehl[4]
- 1993 : Un mauvais pantalon (The Wrong Trousers), aventure de Wallace et Gromit de Nick Park
- 1993 : Loves Me, Loves Me Not de Jeff Newitt[4]
- 1993 : Pib and Pog de Peter Peake[4]
- 1995 : The Title Sequence de Luis Cook et Dave Alex Riddett
- 1995 : Rasé de près (A Close Shave), aventure de Wallace et Gromit de Nick Park
- 1996 : Pop de Sam Fell
- 1996 : Le Cochon de Wat (Wat's Pig) de Peter Lord[4]
- 1997 : Stage Fright de Steve Box
- 1999 : HumDrum de Peter Peake
- 2007 : The Pearce Sisters de Luis Cook - lauréat d'une vingtaine de prix dans les festivals d'animation autour du monde[réf. nécessaire]
- 2007 : Stuff Vs. Stuff: Stereo vs Vaccuum Cleaner d'Edward Patterson et William Studd
- 2007 : Stuff Vs. Stuff: Can vs Sprouts d'Edward Patterson et William Studd
- 2008 : Sacré Pétrin (A Matter of Loaf and Death), aventure de Wallace et Gromit de Nick Park
- 2010 : Dot. de Will Studd et Ed Patterson (Sumo Science) - film d'animation en volume le plus petit au monde tourné avec un Nokia N8[5],[6]
- 2011 : Gulp de Will Studd et Ed Patterson (Sumo Science) - film d'animation en volume le plus grand au monde tourné avec un Nokia N8[6],[7]
- 2021 : Ruby tombée du nid (Robin Robin) de Mikey Please, Dan Ojari - sorti sur Netflix
- 2021 : Shaun le mouton : L'Échappée de Noël (Shaun the Sheep: The Flight Before Christmas) - sorti sur Netflix / sorti au cinéma en France en 2023 dans un programme intitulé L'Incroyable Noël de Shaun le mouton

### Séries télévisées
- 1980-1981 : The Amazing Adventures of Morph
- 1998-2001 : Rex the Runt créée par Richard Goleszowski - certains épisodes ont été édités dans des compilations de courts métrages (Dreams et Dinosaurs de Richard Goleszowski[4])
- 2003-2007 : Creature Comforts - prolongement du court métrage du même nom
- 2007-2020 : Shaun le mouton (Shaun the Sheep) créée par Nick Park et Georges Mickael
- 2008 : Chop Socky Chooks créée par Sergio Delfino
- 2008 : The Animals Save the Planet[8], 10 épisodes, réalisés pour Discovery Channel
- 2009-2012 : Voici Timmy (Timmy Time) - série dérivée de Shaun le mouton / un épisode est sorti au cinéma en France en 2023 dans un programme intitulé L'Incroyable Noël de Shaun le mouton
- 2012 : Shaun le champion
- 2021-2023 : The Very Small Creatures - en France, une sélection de 12 épisodes est sortie en salles en 2024 sous le titre Les Toutes Petites Créatures[9]
- 2023 : Je suis ta mère (I Am Your Mother) - Quatrième épisode de la seconde saison de la série Star Wars: Visions.

### Jeux vidéo
- 2018 : 11-11: Memories Retold (en collaboration avec DigixArt Entertainment) : Windows, Playstation 4, Xbox One